# مهمانی اداره (فیلم دانمارکی)
مهمانی اداره (انگلیسی: Julefrokosten) یک فیلم کمدی دانمارکی به کارگردانی فین هنریکسن است که در سال ۱۹۷۶ منتشر شد.

## بازیگران
- جودی گرینگر
- توربن سلر
- یاسپر لانگبرگ
- لیسبت دیل
- دیک کایسو
- پربن کاس
- یورگن رویگ
- پل تومسن
- بیورن پوگارد-مولر
- بیرگیت فیدرسپیل
- تومی کنتر
- جسی ریندوم
- اوتو برادنبورگ
- میسکو ماکوارت
- فین هنریکسن